# Glaisnock (rivière)
La rivière Glaisnock  (en anglais : Glaisnock River)  est un cours d’eau de la région du  Southland de l’Île du Sud de la Nouvelle-Zélande.

## Géographie
Elle prend naissance entre les Monts Stuart et  Franklin et s’écoule vers l’est et au sud-est dans le « Fiord Nord » du  lac Te Anau ,.